# Élections en Tunisie
 (octobre 2016).

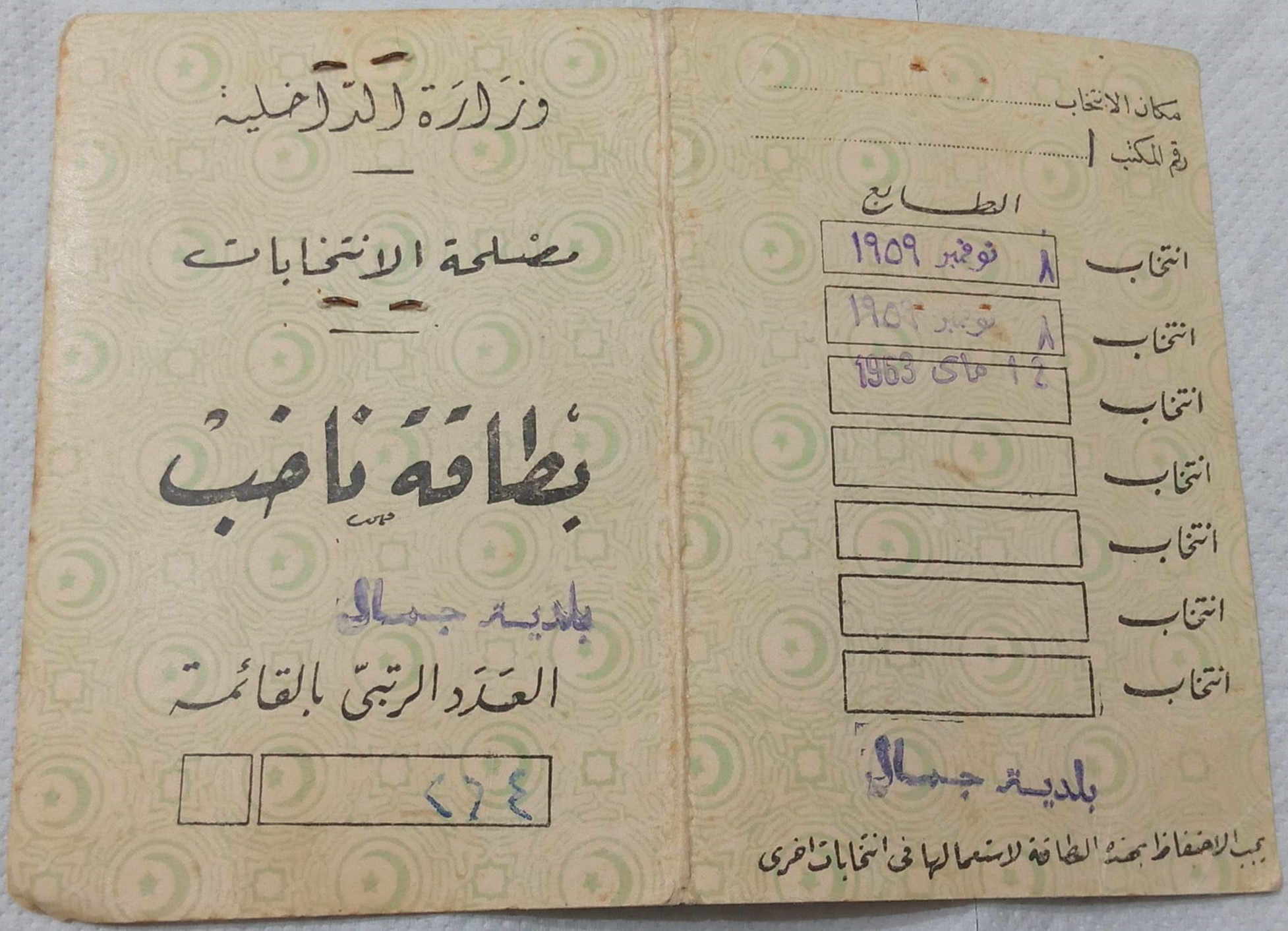
Verso d'une carte tunisienne d'électeur après l'indépendance.

Les élections en Tunisie permettent selon la Constitution de 2014 la sélection à un niveau national du chef d'État — en l'occurrence le président de la République — et de l'Assemblée des représentants du peuple. Au niveau local, elles permettent la sélection des conseils régionaux municipaux.

## Régime Ben Ali
Le président est élu pour un mandat de cinq ans au suffrage universel. La Chambre des députés compte 214 membres ; 161 d'entre eux sont élus selon le système majoritaire, ce qui veut dire que dans chacune des 25 circonscriptions, les électeurs choisissent une liste de candidats qu'ils ne peuvent pas modifier et tous les sièges de la circonscription vont à la liste gagnante. Les 53 sièges restants sont alloués proportionnellement aux partis minoritaires. La Chambre des conseillers comporte quant à elle 126 membres. 85 d'entre eux sont élus indirectement par des membres de la Chambre des députés et par les membres des conseils municipaux et 41 sont nommés par le président. Cette dernière chambre, élue pour la première fois le 3 juillet 2005, est majoritairement contrôlée par le Rassemblement constitutionnel démocratique.
Le Code électoral du 8 avril 1969 dispose que le suffrage est « universel, libre, direct et secret ». Dans ce contexte, sont considérés comme électeurs tous les Tunisiens et Tunisiennes âgés de 18 ans révolus et jouissant de leurs droits civils et politiques. Les Tunisiens de l'étranger ne peuvent voter qu'aux élections présidentielles et aux référendums. Le droit d'éligibilité est accordé à 23 ans (mandat de député) et à 40 ans (mandats de conseiller et de président de la République).
Régulièrement, des critiques se font jour quant à l'honnêteté des élections aussi bien par certains partis politiques que par la presse internationale,,,.

### Campagnes
Les réunions électorales sont libres mais une déclaration doit être faite par écrit au moins 24 heures avant la réunion au gouverneur ou au délégué du secteur. Chaque réunion doit avoir un bureau, composé de trois personnes au moins, « chargé de maintenir l'ordre, d'empêcher toute infraction à la législation et de conserver à la réunion le caractère qui lui a été donné par la déclaration, d'interdire tout discours contraire à l'ordre public et aux bonnes mœurs ou constituant provocation à un acte qualifié de crime ou de délit».
Par ailleurs, un représentant de l'autorité peut assister à la réunion et la dissoudre sur demande du bureau ou s'il se produit des « voies de fait ». Les candidats aux élections présidentielle ou législatives sont autorisés à utiliser la radio et la télévision tunisienne mais doivent déposer au préalable une demande à l'autorité de tutelle. Dès lors, la date et les heures des émissions dédiées aux élections sont fixées par voie de tirage au sort. Lors de celles-ci, chaque candidat a droit au même temps de parole (ce qui n'est pas le cas lors des autres émissions). Toutefois, il leur est strictement interdit de s'exprimer sur les radios ou les chaînes de télévision privées, étrangères ou émettant depuis l'étranger dans le but d'inciter à voter ou à s'abstenir de voter pour un candidat ou une liste de candidats. Une éventuelle infraction est punie d'une amende de 25 000 dinars.

### Déroulement du scrutin
Les différents gouverneurs sont chargés de désigner l'emplacement du ou des bureaux de vote de chaque municipalité ou secteur sous leur contrôle. Ces emplacements sont portés à la connaissance des électeurs sept jours avant le jour du scrutin par voie d'affiche apposée au siège du gouvernorat, des délégations, municipalités et secteurs. Le gouverneur désigne par ailleurs le président de chaque bureau de vote ainsi que deux électeurs chargés de l'assister. Les membres du bureau remplissent également les fonctions de scrutateurs en désignant éventuellement des scrutateurs supplémentaires désignés parmi les électeurs présents lors de la clôture du vote.
Le vote s'effectue par des enveloppes frappées du timbre du gouvernorat et de type uniforme. Elles sont en papier blanc pour l'élection présidentielle et en papier bulle pour les législatives et les municipales.
Par ailleurs, les bulletins des différents candidats sont de couleurs différentes (choisies par les partis politiques). Le papier de couleur blanche ne peut être choisi car il est strictement réservé à l'impression des « textes émanant de l'autorité publique ». Pour les élections municipales, chaque liste de candidats a également la charge d'imprimer ses propres bulletins de vote et de les déposer aux sièges des gouvernorats trois jours avant le scrutin. Enfin, chaque liste de candidats doit déposer au siège du gouvernorat un modèle des bulletins de vote choisis, contre récépissé, avant l'ouverture de la campagne électorale.

### Résultats

#### Présidentielle 2009
| Circonscription                                  | Ben Ali | Bouchiha | Inoubli | Brahim | Participation |
| ------------------------------------------------ | ------- | -------- | ------- | ------ | ------------- |
| Ariana                                           | 84,16 % | 7,18 %   | 6,07 %  | 2,59 % | 88,50 %       |
| Béja                                             | 90,45 % | 3,14 %   | 5,43 %  | 0,98 % | 89,66 %       |
| Bizerte                                          | 88,14 % | 5,45 %   | 3,94 %  | 2,47 % | 89,17 %       |
| Ben Arous                                        | 89,17 % | 5,02 %   | 4,49 %  | 1,32 % | 87,88 %       |
| Gabès                                            | 88,23 % | 5,73 %   | 4,12 %  | 1,92 % | 90,81 %       |
| Gafsa                                            | 89,72 % | 4,92 %   | 4,61 %  | 0,75 % | 91,41 %       |
| Jendouba                                         | 88,39 % | 5,97 %   | 3,29 %  | 2,35 % | 88,55 %       |
| Kairouan                                         | 88,76 % | 4,78 %   | 4,53 %  | 1,93 % | 90,37 %       |
| Le Kef                                           | 89,02 % | 5,18 %   | 4,87 %  | 0,93 % | 89,22 %       |
| Kasserine                                        | 91,03 % | 4,02 %   | 3,72 %  | 1,23 % | 90,46 %       |
| Kébili                                           | 91,07 % | 5,47 %   | 3,01 %  | 0,45 % | 92,42 %       |
| Mahdia                                           | 89,35 % | 5,85 %   | 3,69 %  | 1,11 % | 87,25 %       |
| La Manouba                                       | 88,13 % | 4,74 %   | 5,39 %  | 1,74 % | 89,16 %       |
| Médenine                                         | 87,95 % | 6,52 %   | 3,79 %  | 1,74 % | 89,83 %       |
| Monastir                                         | 93,88 % | 3,25 %   | 2,09 %  | 0,78 % | 91,42 %       |
| Nabeul                                           | 89,22 % | 4,45 %   | 4,06 %  | 2,27 % | 88,39 %       |
| Sfax I                                           | 87,25 % | 7,02 %   | 3,81 %  | 1,92 % | 87,40 %       |
| Sfax II                                          | 88,36 % | 4,98 %   | 4,74 %  | 1,92 % | 88,33 %       |
| Sidi Bouzid                                      | 90,81 % | 5,11 %   | 3,79 %  | 0,29 % | 91,22 %       |
| Siliana                                          | 91,10 % | 6,08 %   | 1,88 %  | 0,94 % | 90,13 %       |
| Sousse                                           | 92,37 % | 4,18 %   | 2,39 %  | 1,06 % | 90,53 %       |
| Tataouine                                        | 90,65 % | 5,81 %   | 2,98 %  | 0,56 % | 93,27 %       |
| Tozeur                                           | 92,57 % | 4,83 %   | 2,18 %  | 0,42 % | 89,86 %       |
| Tunis I                                          | 86,71 % | 5,78 %   | 4,03 %  | 3,48 % | 88,42 %       |
| Tunis II                                         | 89,76 % | 4,85 %   | 4,12 %  | 1,27 % | 86,25 %       |
| Zaghouan                                         | 89,93 % | 4,80 %   | 3,72 %  | 1,55 % | 90,77 %       |
| Étranger                                         | 94,85 % | 2,72 %   | 1,66 %  | 0,77 % | 90,25 %       |
| Total                                            | 89,62 % | 5,01 %   | 3,80 %  | 1,57 % | 89,40 %       |
| Sources : La Presse de Tunisie et Élections 2009 |         |          |         |        |               |

#### Législatives 2009
| Parti politique                                    | Pourcentage | Nombre de sièges | Différence |
| -------------------------------------------------- | ----------- | ---------------- | ---------- |
| Rassemblement constitutionnel démocratique (RCD)   | 84,59 %     | 161              | + 9        |
| Mouvement des démocrates socialistes (MDS)         | 4,63 %      | 16               | + 2        |
| Parti de l'unité populaire (PUP)                   | 3,39 %      | 12               | + 1        |
| Union démocratique unioniste (UDU)                 | 2,56 %      | 9                | + 2        |
| Parti social-libéral (PSL)                         | 2,24 %      | 8                | + 6        |
| Parti des verts pour le progrès (PVP)              | 1,67 %      | 6                | + 6        |
| Mouvement Ettajdid                                 | 0,50 %      | 2                | - 1        |
| Forum démocratique pour le travail et les libertés | 0,12 %      | 0                | -          |
| Parti démocrate progressiste                       | 0,03 %      | 0                | -          |
| Sources : Élections 2009                           |             |                  |            |

## Élection de l'Assemblée constituante de 2011
L'élection de l'Assemblée constituante de 2011 qui s'est déroulée du 20 au 23 octobre est le premier scrutin démocratique et libre du pays. Le parti islamiste Ennahdha arrive nettement en tête avec près d'un million et demi de voix.
| Parti          | Parti                                    | Voix      | %      | Sièges |
| -------------- | ---------------------------------------- | --------- | ------ | ------ |
|                | Ennahdha                                 | 1 501 320 | 37,04  | 89     |
|                | Congrès pour la République               | 353 041   | 8,71   | 29     |
|                | Pétition populaire                       | 273 362   | 6,74   | 26     |
|                | Ettakatol                                | 284 989   | 7,03   | 20     |
|                | Parti démocrate progressiste             | 159 826   | 3,94   | 16     |
|                | L'Initiative                             | 129 120   | 3,19   | 5      |
|                | Pôle démocratique moderniste             | 113 005   | 2,79   | 5      |
|                | Afek Tounes                              | 76 488    | 1,89   | 4      |
|                | Parti communiste des ouvriers de Tunisie | 63 652    | 1,57   | 3      |
|                | Mouvement du peuple                      | 30 500    | 0,75   | 2      |
|                | Mouvement des démocrates socialistes     | 22 830    | 0,56   | 2      |
|                | Union patriotique libre                  | 51 665    | 1,26   | 1      |
|                | Mouvement des patriotes démocrates       | 33 419    | 0,83   | 1      |
|                | Parti libéral maghrébin                  | 19 201    | 0,47   | 1      |
|                | Parti démocrate-social de la nation      | 15 534    | 0,38   | 1      |
|                | Parti du Néo-Destour                     | 15 448    | 0,38   | 1      |
|                | Parti de la lutte progressiste           | 9 978     | 0,25   | 1      |
|                | Parti de l'équité et de l'égalité        | 7 621     | 0,19   | 1      |
|                | Parti de la nation culturel et unioniste | 5 581     | 0,14   | 1      |
|                | Indépendants                             | 62 293    | 1.54   | 8      |
|                | Listes sans siège                        | 1 290 293 | 31,83  | 0      |
| Inscrits       | Inscrits                                 | 8 289 924 | 100,00 | 217    |
| Votants        | Votants                                  | 4 308 888 | 51,97  | -      |
| Exprimés       | Exprimés                                 | 4 053 148 | 94,06  | -      |
| Blancs et nuls | Blancs et nuls                           | 255 740   | 5,94   | -      |
| Source : ISIE  |                                          |           |        |        |